# Karl-Martin Hartmann

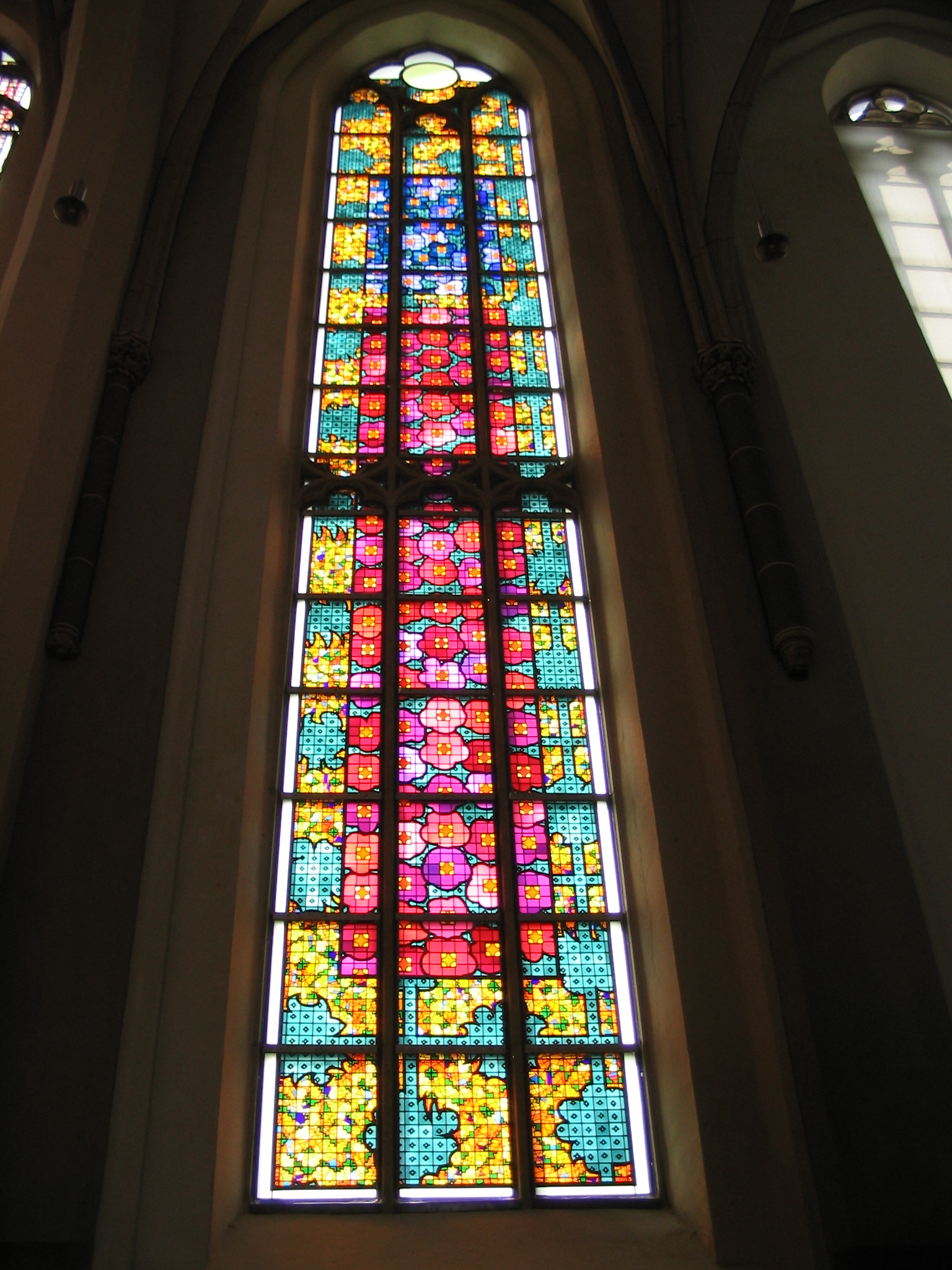
Fenster von St. Nicolai in Kalkar

Karl-Martin Hartmann (* 14. September 1948 in Wiesbaden) ist ein deutscher Künstler, der vor allem durch seine Fotografien und seine Glasmalerei bekannt ist.

## Leben

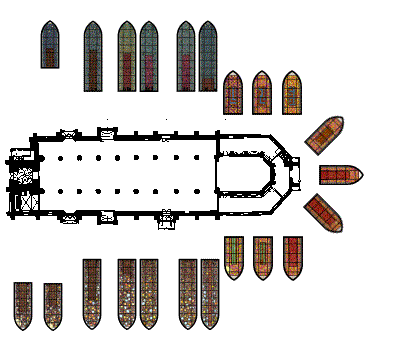
Grundriss der Stadtpfarrkirche St. Nikolaus in Rosenheim mit den ab Jahr 2004 realisierten neuen Fenstern von Hartmann

Karl Martin Hartmann wurde in Wiesbaden geboren und machte an der dortigen Gutenbergschule sein Abitur. Nach einem Studium der Mikrobiologie in den Jahren 1968 bis 1975 an der Johannes Gutenberg-Universität Mainz, das er als Diplombiologe abschloss, studierte er von 1979 bis 1985 Kunst bei Johannes Schreiter und Christian Kruck an der Städelschule in Frankfurt am Main. Er ist verheiratet mit der Künstlerin Kerstin Jeckel und lebt in Wiesbaden.

## Werk

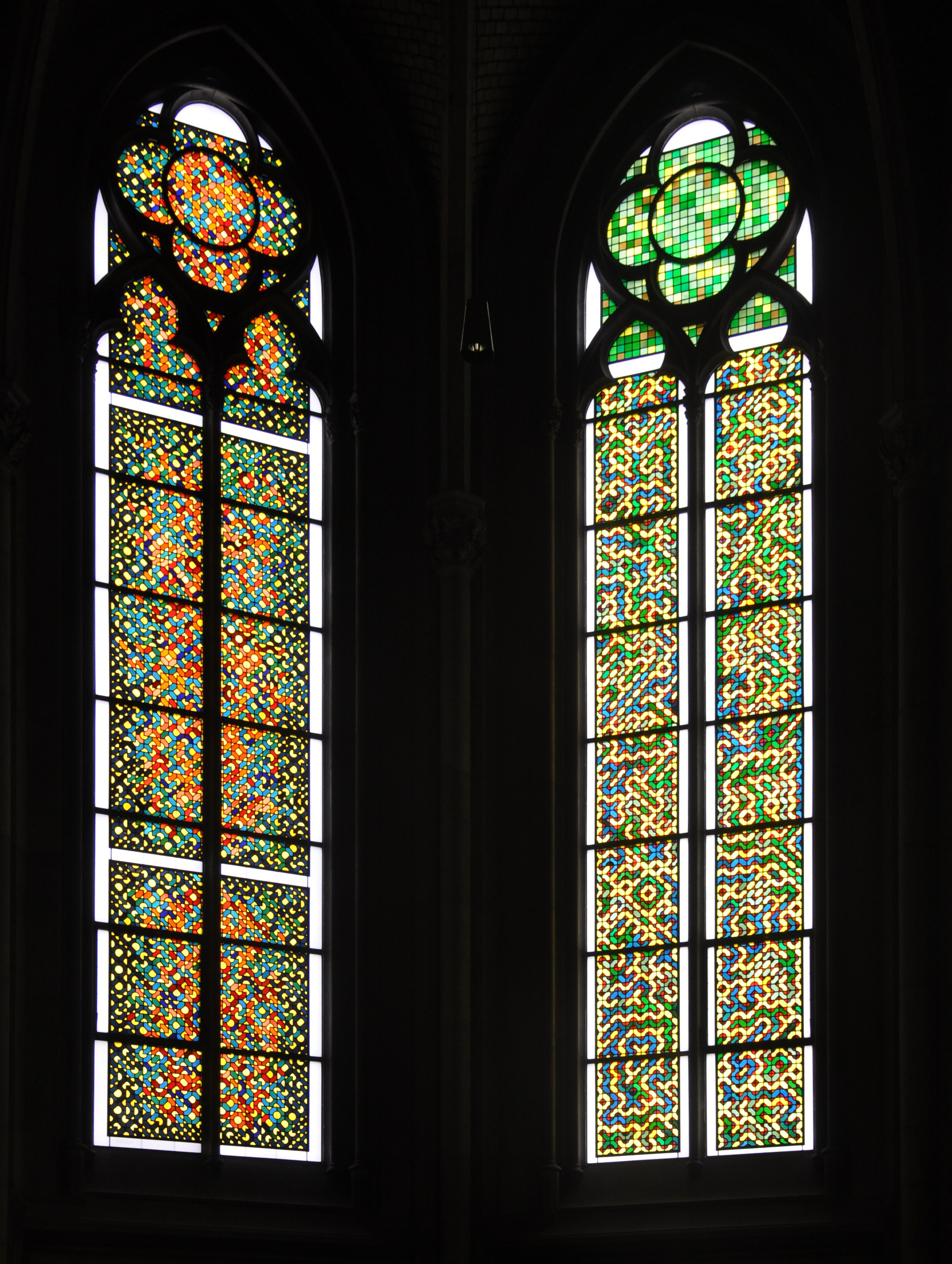
Zwei der von Hartmann neu entworfenen Linzer Domfenster

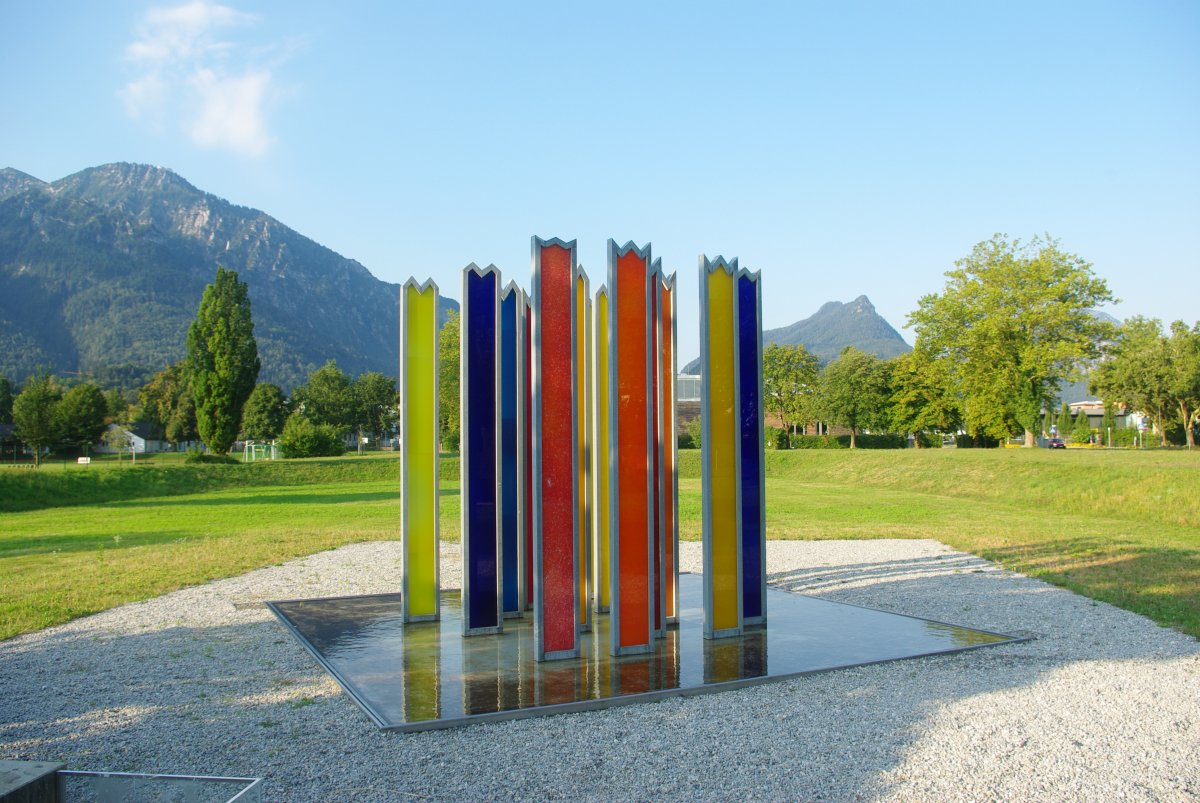
Die von Hartmann im Jahr 2010 gestaltete Gedenkstätte für die Opfer des Einsturzes der Eissporthalle in Bad Reichenhall

Hartmann ist sowohl als Maler, Fotograf, Bildhauer und Gestalter von Glasfenstern in Erscheinung getreten.
Vor allem durch seine Entwürfe für Fenster im sakralen Kontext wurde er international bekannt. 1989 realisierte er mehrere Fenster im Kloster Gerleve in Billerbeck. 1993/94 wurden seine Fenster im Mariendom in Linz realisiert.
In den Jahren 2000–2020 ist die gotische Kirche St. Nicolai in Kalkar sukzessive komplett mit 22 neuen Fenstern nach Entwürfen von Hartmann ausgestattet worden. Es handelt sich hierbei um eine der größten und teuersten Neuausstattungen einer Kirche mit Glasmalerei in Deutschland seit dem Zweiten Weltkrieg. Die Fenster in Kalkar machten Hartmann international bekannt und wurden nach anfänglicher Kritik von vielen Experten für Glasmalerei gewürdigt. In einem Standardwerk zur zeitgenössischen Glaskunst schrieb etwa der Kunsthistoriker und Denkmalpfleger Holger Brülls: Die mystische Lichtstimmung und die intensive Farbigkeit der Fenster mögen für eine hochgotische Kathedrale eher passend erscheinen als für eine spätgotische Hallenkirche. Dieses stilhistorische Argument war von Denkmalpflegern, aber auch von Künstlern zu vernehmen, die es gewohnt sind, die Lichtverhältnisse in historischen Räumen zwar in moderner Formensprache, aber doch auch irgendwie stilhistorisch „richtig“ zu regeln. Die harmonische Gesamtwirkung der Fenster, ihre fantastische Formenvielfalt und Farbenpracht haben jedoch schon manchen Kritiker (auch den Autor dieser Zeilen) staunend zum Schweigen gebracht – und darin den Überredungscharakter von Hartmanns Kunst bewiesen. Eine Besonderheit der Entwürfe Hartmanns für Kalkar sind deren scheinbar abstrakte Ornamentik, die aber in Wirklichkeit physikalische Phänomene und Entdeckungen zeigen, zum Beispiel Feynman-Graphen, den Galaxienhaufen Abell 2218 und den Kometen Hale-Bopp. Die Fenster in Kalkar wurden, wie alle bisherigen Entwürfe Hartmanns, von der Firma Derix Glasstudios in Taunusstein hergestellt.
Ab dem Jahr 2004 realisierte der Künstler auch die neuen Fenster für die Pfarrkirche St. Nikolaus in Rosenheim. Zum 150. Jubiläum der Marktkirche in Wiesbaden im Jahr 2012 wurden drei neue Fenster nach Entwürfen Hartmanns eingeweiht. Diese Fenster zeigen als Motive unter anderem einen Auszug aus dem ersten Kapitel des Buches Genesis, die Lutherrose und das Porträt Martin Luthers vor einem Schwarzen Loch. Weitere Kirchenfenster realisierte er unter anderem in der Heilig-Geist-Kirche in Düsseldorf (1998) und in der Kirche St. Martinus in Greven (1989).
Außerhalb des sakralen Bereichs realisierte er unter anderem 2010 die Gedenkstätte für die Opfer der im Jahr 2006 eingestürzten Eislaufhalle in Bad Reichenhall.
2011 gewann Hartmann zusammen mit seiner Frau den Wettbewerb zur Neugestaltung des Faulbrunnens am Platz der Deutschen Einheit in Wiesbaden. Nach jahrelangem Stillstand und Finanzierungsproblemen zogen sich die beiden Künstler jedoch enttäuscht von dem Projekt der Stadtentwicklungsgesellschaft Wiesbaden zurück. Auch für Unternehmenskunstsammlungen realisiert er Kunstinstallationen. Im Jahr 2021 wurde bekannt, dass Hartmann neben Katharina Grosse, Tony Cragg und MadC einer von vier Künstlern ist, die für das neue Museum Reinhard Ernst in Wiesbaden, das bis 2022 nach Entwürfen von Fumihiko Maki errichtet wird, mit Kunstwerken beauftragt wurden, die Teil der Museumsarchitektur sein werden.
1994 initiierte Hartmann das Projekt einer roten Glasstele für Toleranz, von der durch einen eigens hierfür gegründeten gemeinnützigen Förderverein mittlerweile weltweit dutzende aufgestellt wurden, unter anderem in Braunschweig, Geisenheim, Kfar Saba, Betlehem, Breslau, Den Haag, Tallinn, Tavarnelle Val di Pesa und im US-Bundesstaat Wisconsin. Von 2007 bis 2010 installierte der Künstler zudem temporär ein rotes Glasfenster in die Ruine der gotischen Wernerkapelle in Bacharach, um auf die problematische Historie des Bauwerks aufmerksam zu machen und um ein Zeichen für Toleranz zu setzen.
Das Kunsthaus Wiesbaden zeigte 2017 in einer Doppelausstellung mit den Arbeiten seiner Frau erstmals Hartmanns umfangreiches fotografisches Werk, zu dem unter anderem auch zahlreiche Gummidrucke zählen.